# Turup
Turup er en landsby på Fyn med 298 indbyggere  (2024). Turup er beliggende syv kilometer nordøst for Assens og 33 kilometer sydvest for Odense. Landsbyen tilhører Assens Kommune og er beliggende i Region Syddanmark.
Turup Kirke ligger i landsbyen.